# Gorica, Krško
Gorica je naselje v Občini Krško.